# Gloria (televisieserie)
Gloria is een Amerikaanse televisieserie, die slechts één seizoen telt en uitgezonden werd van 26 september 1982 tot en met 10 april 1983. Gloria was een van de spin-offs van All in the Family, die zich volledig concentreerde op Gloria Bunker, de dochter van Archie en Edith. De serie is ook in Nederland uitgezonden door de TROS. Er werden slechts 21 afleveringen gemaakt.

## Het verdere verhaal
Gloria is inmiddels gescheiden van Michael Stivic en werkt voor een dierenarts. Ze woont samen met haar zoontje Joey in Californië.
Edith is overleden aan een beroerte. Dit is echter al gebeurd in het tweede seizoen van Archie Bunker's Place, waar Gloria ook te zien was in 2 dubbelafleveringen. Ook Michael deed mee in een dubbelaflevering.
Verder komen geen van de originele acteurs uit All in the Family komen voor in deze serie. In een niet uitgezonden pilot voor de show is Carroll O'Connor wel eventjes te zien als Archie Bunker. Deze onuitgezonden pilot werd later omgezet in een aflevering voor Archie Bunker's Place.

## Cast
| Acteur           | Personage           |
| ---------------- | ------------------- |
| Sally Struthers  | Gloria Bunker       |
| Burgess Meredith | Dr. Willard Adams   |
| Jo De Winter     | Dr. Maggie Lawrence |
| Christian Jacobs | Joey Stivic         |
| Lou Richards     | Clark V. Uhley Jr.  |